# Azione doppia

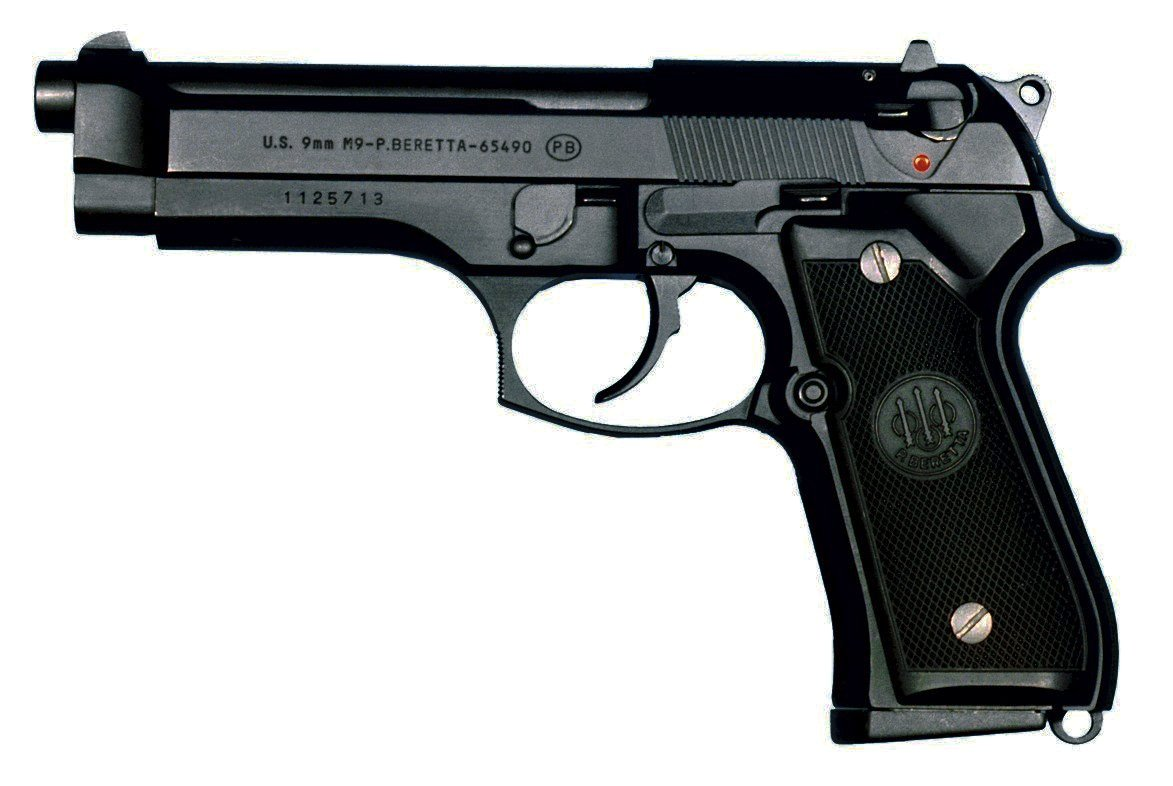
Pistola Beretta M9 con il cane disarmato, ma pronta a sparare in doppia azione

L'azione doppia (o doppia azione) è una tipologia di scatto delle armi da fuoco, con la possibilità del grilletto, sia di armare il cane che di rilasciarlo, andando a percuotere l'innesco della cartuccia, provocando lo sparo.
Ciò comporta il vantaggio che, nonostante il cane possa essere in posizione di riposo (non armato), l'arma possa sparare (se è presente una cartuccia carica), poiché il grilletto è in grado di armare il cane, portandolo nella posizione di pre-sparo (cosa che invece non avviene nelle armi a "singola azione"). Le armi a doppia azione, quindi, non necessitano di armare manualmente il cane prima di ogni sparo (anche se è possibile eseguire questa manovra-azione), come è invece necessario in quelle ad azione singola, poiché la sola pressione del grilletto è di per sè in grado di eseguire entrambe le azioni (da cui il termine "doppia").
Tutte le armi da sparo ideate prima del 1800, ed anche le prime rivoltelle a tamburo (dal 1836) a retrocarica, erano ad azione singola, per cui il cane doveva essere riarmato manualmente dopo ogni singolo colpo sparato. Tuttavia, già nel 1858, Joseph Rider applica il meccanismo della Colt, nel revolver Remington Rider Double Action, creando probabilmente la prima rivoltella a doppia azione prodotta negli USA (in Europa, il sistema doppio era già uso).
Le armi a doppia azione (anche dette ad azione mista - singola e doppia) possono funzionare anche ad azione singola, tranne alcuni modelli che son dotati della sola doppia azione (DAO). Alcuni esempi tipici di armi corte ad azione mista, sono le Walther PP e PPK, tra le prime pistole autocaricanti a doppia azione di successo al mondo, la Walther P38, le Beretta 92 e M9 (foto sopra), più varie altre tra quelle semiautomatiche, e quasi tutti i più moderni revolver, tra quelle a tamburo (con "moderne", si intende dal 1900 in poi).  
Però, c'è una discreta differenza tra le tipologie di armi corte a doppia azione, che è possibile comprendere solo conoscendo il funzionamento di entrambe: armi a tamburo o semiautomatiche.

## Per tipo di armi

### Armi a tamburo

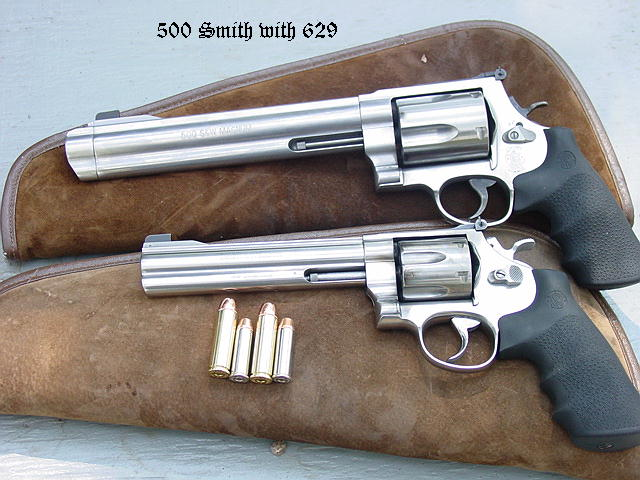
Revolver a Tamburo

Le moderne armi dette a rotazione, a tamburo o rivoltelle, hanno lo scatto a doppia azione. In alcuni casi, il cane agisce direttamente da percussore, in altri colpisce il percussore alloggiato nell'incastellatura. Premendo il grilletto, questo agisce sia sul congegno meccanico che arma il cane, sia su quello che fa ruotare il tamburo (il contenitore cilindrico ove sono alloggiate le cartucce). Questa è la prima fase della doppia azione, dove avviene l'allineamento canna - tamburo (cartuccia) - percussore, detta anche armamento. Quando la corsa del grilletto è completata (seconda fase) e dunque è avvenuto lo sgancio del cane stesso, il percussore si è abbattuto sul fondello della cartuccia, innescando lo sparo. A questo punto l'arma è scarica, ovvero presenta al percussore una cartuccia già sparata (c'è solo il bossolo), ed è disarmata, ovvero il cane è abbattuto o in posizione di riposo. E questa è un'ulteriore sicura delle armi a tamburo, rispetto all'arma semiautomatica. A questo punto è necessaria una nuova azione di armamento del cane (manuale o tramite la pressione del grilletto) per allineare alla canna una nuova cartuccia carica (se presente nel tamburo).
In tutte le tipologie di rivoltelle, si può ottenere lo sparo anche armando manualmente il cane: il movimento all'indietro di questo, aziona il meccanismo di rotazione del tamburo, che allinea la nuova cartuccia alla canna e al percussore, e a fine corsa si attenderà lo scatto di bloccaggio del cane armato. Agendo in seguito sul grilletto, si otterrà lo sblocco del cane e dunque il conseguente sparo. In questo caso, siccome il cane è stato armato manualmente, l'atto dello scatto (lo sparo) è stato ottenuto in singola azione.

### Armi semi automatiche
Le armi semi-automatiche necessitano del caricamento manuale del primo colpo in canna, mediante lo scarrellamento dell'otturatore (carrello-otturatore). In un ciclo completo manuale, lo scarrellamento comprende l'arretramento (tramite forza applicata manualmente) e l'avanzamento (tramite il richiamo dalla molla del carrello). La manovra arma il cane (in arretramento) e preleva una nuova cartuccia dal caricatore (in avanzamento), inserendola nella camera di cartuccia (o camera di scoppio). A questo punto, agendo successivamente sul grilletto, si libera il cane armato che si abbatte sul percussore, il quale a sua volta colpisce il fondello della cartuccia e determina lo sparo. Nel funzionamento di ricarica automatica, l'esplosione della miscela di polvere provoca l'espulsione del proiettile e determina anche un nuovo ciclo di scarrellamento, il quale comporta innanzi tutto lo scarico dell'arma (in arretramento) dal bossolo del colpo appena esploso, tramite l'estrattore-espulsore, e successivamente il riarmo con una nuova cartuccia pronta allo sparo, nella fase di avanzamento. Il cane è ora armato ed è possibile la singola azione di scatto sul grilletto, per sparare un secondo/nuovo colpo. E così via fino ad esaurimento munizioni.

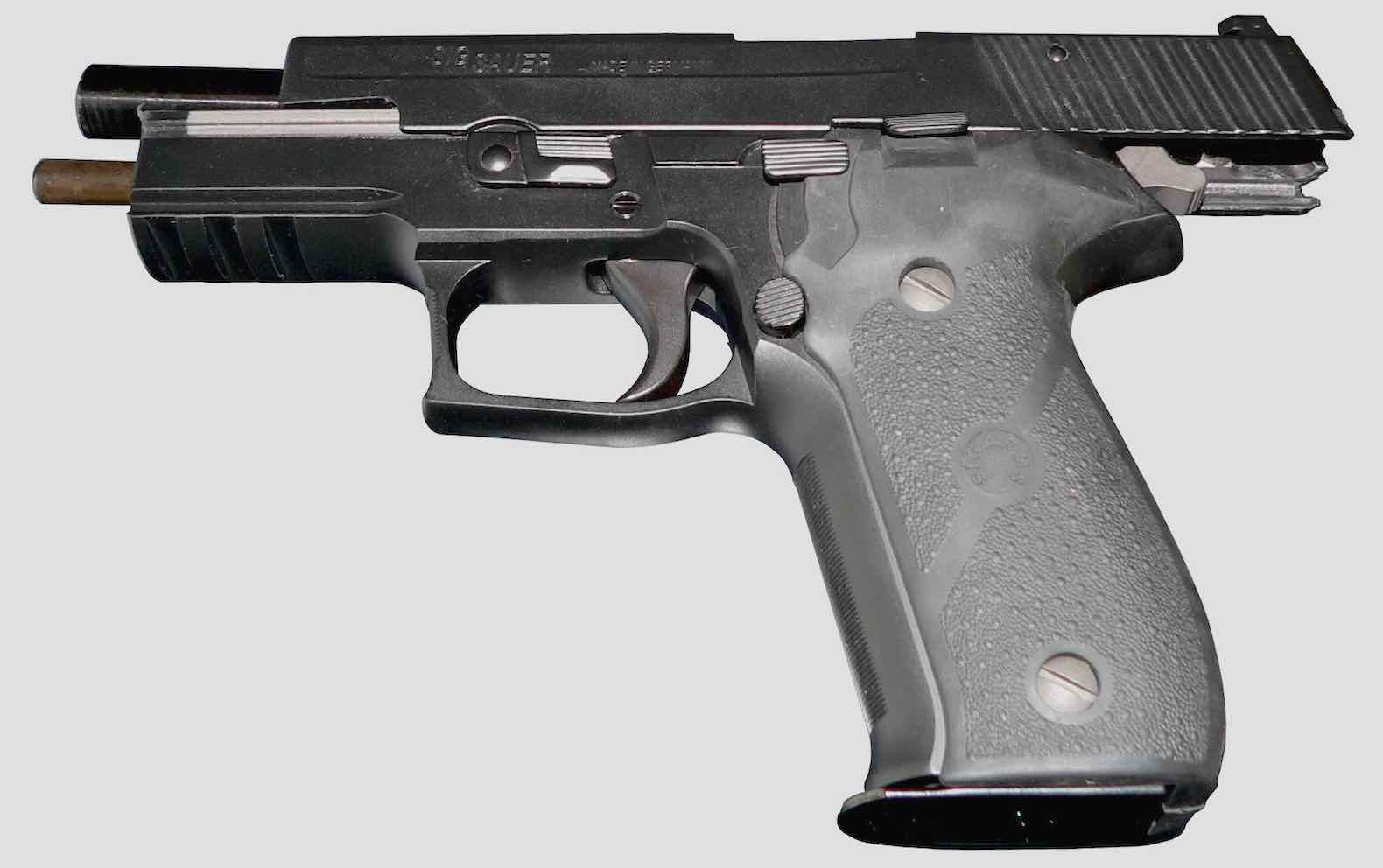
Semiautomatica con carrello aperto

L'arma semiautomatica, durante una ripetizione di sparo, funziona praticamente in singola azione, dal primo all'ultimo colpo del caricatore. A quel punto, dopo l'ultimo colpo sparato, l'arma di solito rimane col carrello aperto ed è quindi pronta a ricevere un nuovo caricatore pieno. A questo punto, il cane è già armato, e una volta immesso il nuovo caricatore, la semplice azione sulla leva di sgancio dell'otturatore, fa scarrellare l'arma e caricare la prima cartuccia in canna. Ora, premendo il grilletto (in singola azione), avviene lo scatto, il cane si abbatte sul percussore, s'innesca la carica e parte un nuovo proiettile. 

Nelle armi a doppia azione è possibile, dopo aver armato manualmente l'otturatore o dopo aver sparato almeno un colpo, riportare manualmente il cane in posizione di riposo (disarmo), senza provocare lo sparo. Tuttavia, le procedure possono differire in base alle funzioni e alle tipologie delle meccaniche e delle armi e non tutte lo possono fare senza qualche rischio che parta il colpo. Ad ogni modo, premendo successivamente il grilletto, questo agirà in doppia azione sul congegno meccanico, determinando il solo movimento del cane, il quale al termine della sua corsa verrà richiamato dalla molla, provocando l'abbattimento sul percussore e determinando un nuovo sparo. 

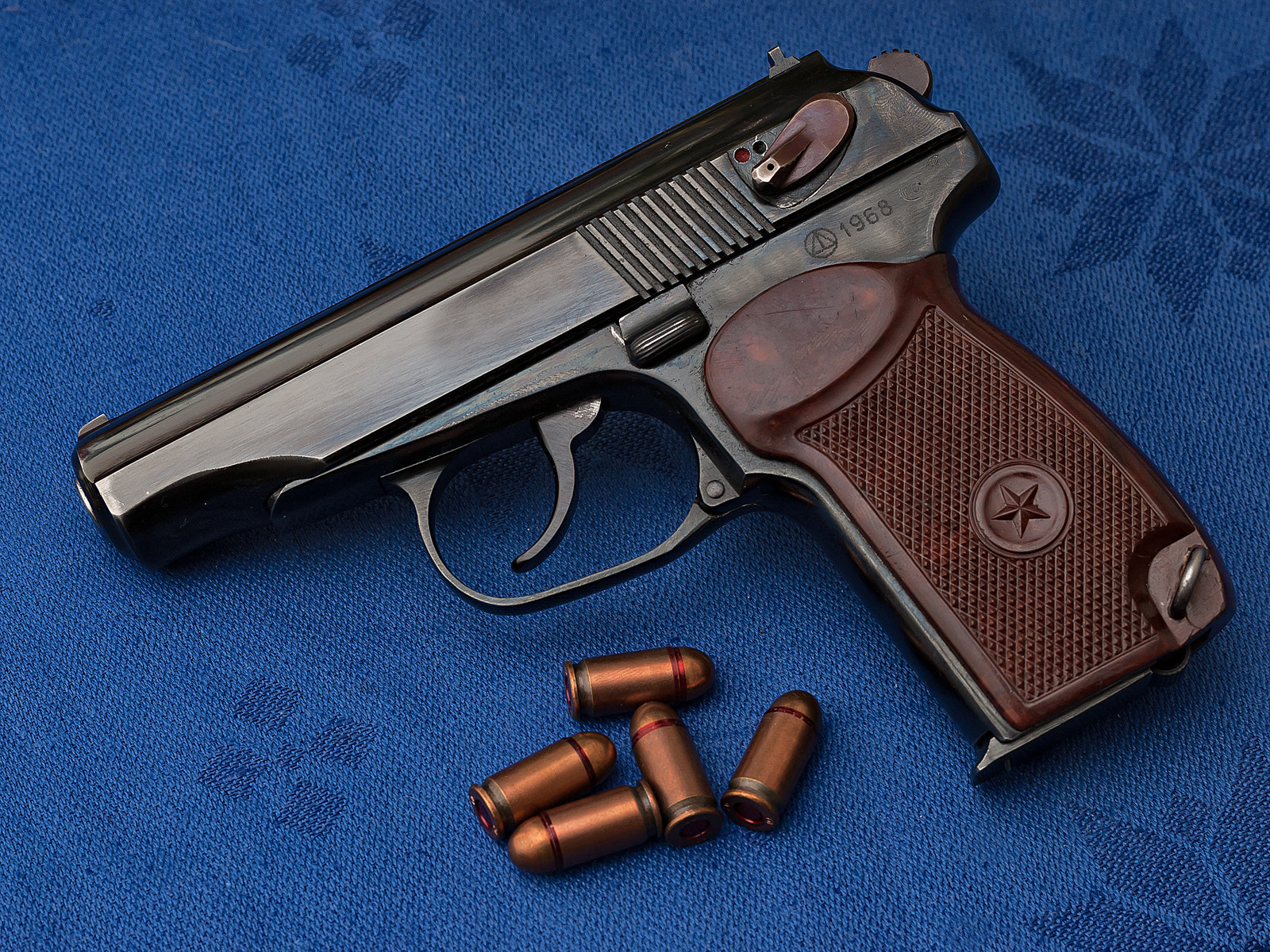
Makarova Sovietica

Dopo avere armato l'otturatore e aver riportato il cane in posizione di riposo, senza aver provocato lo sparo, è anche possibile armare manualmente il cane (usando il dito pollice), come nelle armi a rotazione o a tamburo, e quindi sparare in singola azione agendo sul grilletto. In alcuni modelli semiautomatici, tipo nella Makarov (foto a fianco), la meccanica di scatto in doppia azione è stata studiata per offrire la possibilità di disarmare il cane, azionando semplicemente la sicura (in modo molto più sicuro, rispetto ad altre pistole) e anche la possibilità di armare il cane (agendo direttamente dal grilletto) senza per questo dover completare la corsa e sparare il colpo, in una sorta di "doppia azione" nella doppia azione, che aggiunge un'ulteriore funzione, assente in altre pistole. 

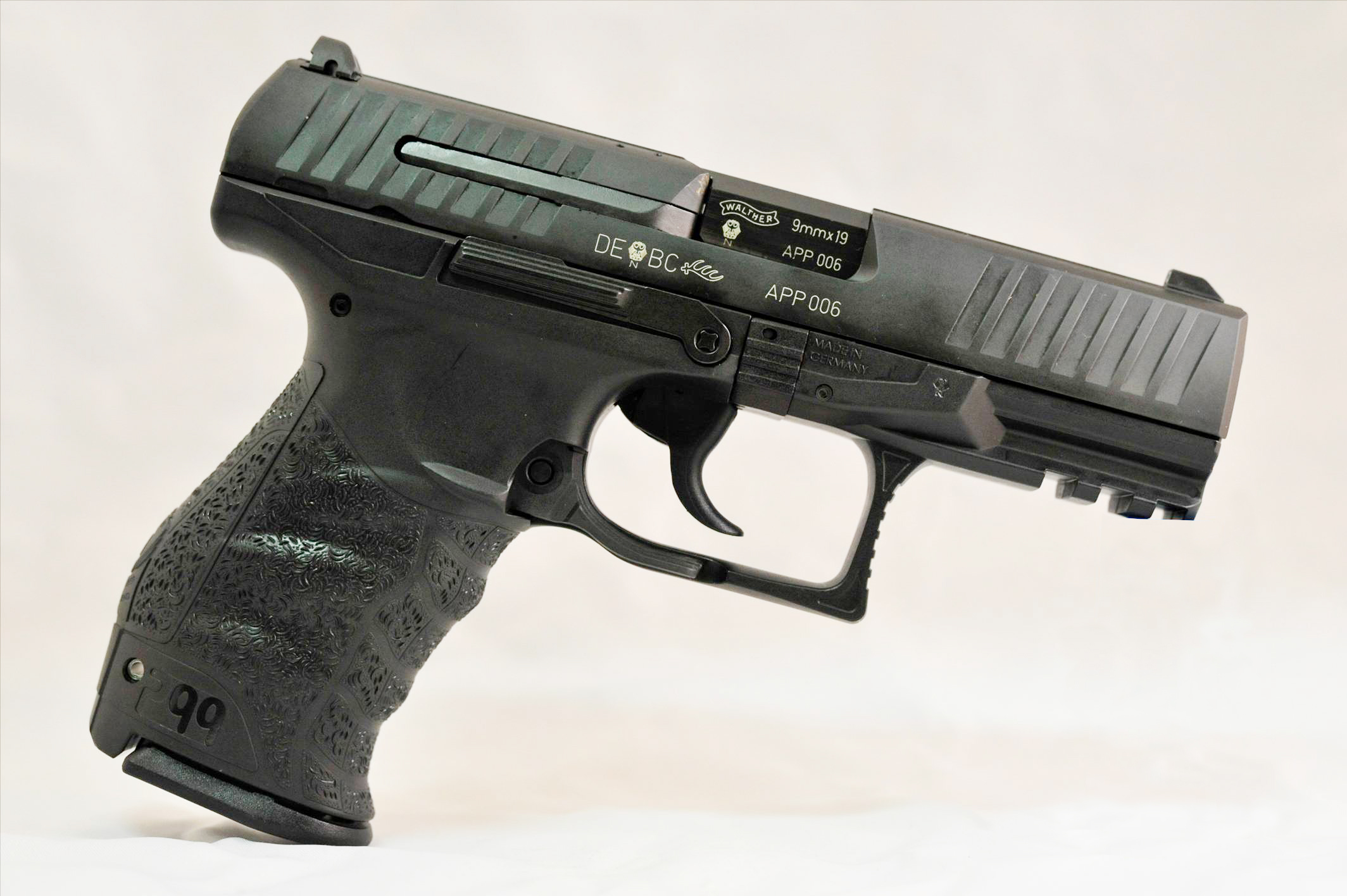
Walther P99Q

In alcune semi automatiche di progettazione e realizzazione relativamente più recenti, come nella Walther P99, per ragioni di aumento della sicurezza contro gli spari involontari (e per altri motivi legati anche alla leggerezza), è sempre presente ovviamente il percussore ma è assente il cane (o è nascosto); tuttavia, l'arma ha la stessa capacità di un sistema di scatto in doppia azione, dotato di cane (interno o esterno che sia), e così, anche la P99 (e varie altre pistole simili) è in grado di sparare sia in singola che in doppia azione. 